# ميريام بيرتس
ميريام بيرتس هي سياسية ومتحدثة إسرائيلية ولدت في 10 أبريل 1954، ترشحت في انتخابات الرئاسة الإسرائيلية 2021 وخسرت امام إسحاق هرتصوغ بنتيجة 26-87.